# Langdon Hills
Langdon Hills è un paese della contea dell'Essex, in Inghilterra.